# Manoir de Montmirel
Le manoir de Montmirel est un édifice datant du XVe siècle situé à La Cambe, en France.

## Localisation
Le monument est situé dans le département français du Calvados, à 2 km au nord-est du bourg de La Cambe.

## Architecture
Les façades et les toitures sont inscrites au titre des monuments historiques depuis le 15 janvier 1929.